# Palais Spada
Pour les articles homonymes, voir Spada (homonymie).
Le palais Spada (en italien : Palazzo Spada) est un édifice romain, siège du conseil d'État italien. Il abrite également la galerie Spada, une collection de peintures. Il est situé sur la place Capodiferro, non loin du palais Farnèse.

## Historique

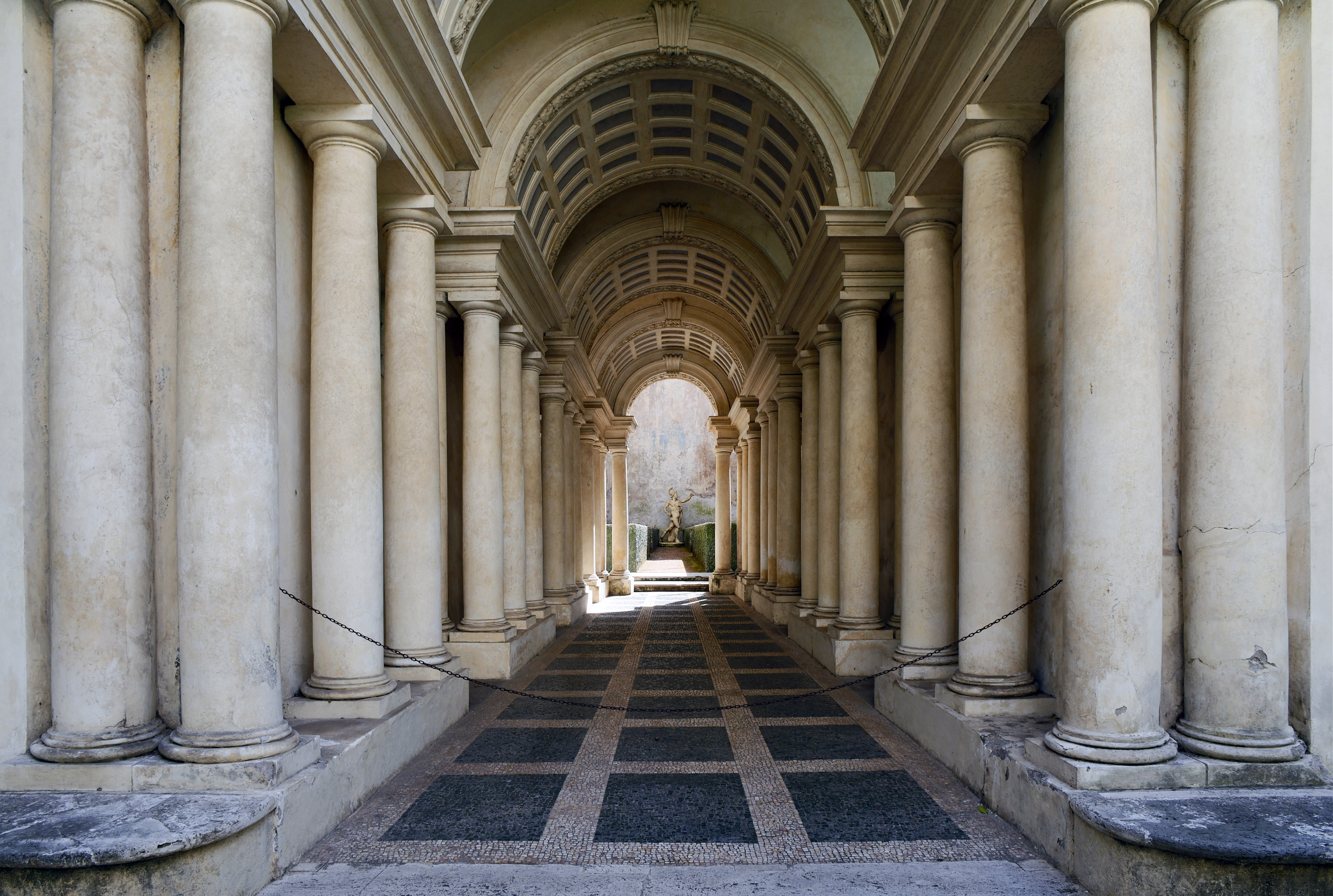
La galerie en trompe-l'œil de Francesco Borromini.

Le palais Spada a été construit en 1540 pour le cardinal Girolamo Capodiferro (1501-1559). L'architecte en fut Bartolomeo Baronino, originaire de Casale Monferrato.
Le palais a été acheté en 1632 par le cardinal Bernardino Spada, qui chargea Francesco Borromini de le modifier selon ses goûts. La galerie fait croire au visiteur qu'elle serait longue de 30 mètres mais en réalité elle ne fait même pas 9 mètres. La technique employée s'appelle la perspective forcée. Les colonnes en arrière-plan sont nettement moins hautes que les premières colonnes.
Le Palazzo Spada a été acheté, avec tout le mobilier et la galerie, par l’État italien en 1927, qui en a fait le siège du Conseil d'Etat.

## Collection de la galerie Spada
La famille Spada qui eut un rôle déterminant dans le développement du patrimoine artistique, a rassemblé, au sein du palais Spada une collection de peinture et sculpture éclectique s'étendant de la fin du XVIe au XVIIe siècle.
- Buste de Laocoon, marbre blanc, attribué au Bernin,
- Titien : Portrait de musicien (v. 1515-1520),
- Parmigianino (ou école) : Trois Têtes (v. 1530-1534)
- Lavinia Fontana : Cléopâtre l'Alchimiste (vers 1585 ou 1605),
- Guido Reni : Portrait du cardinal Bernardino Spada (1631),
- Orazio Gentileschi : David et la tête de Goliath (1610),
- Artemisia Gentileschi : Vierge à l'Enfant (vers 1612), Sainte Cécile (1620),
- Pietro Testa dit il Lucchesino : Allégorie du massacre des Innocents (1630-1640),
- Nicolas Régnier : David et la tête de Goliath (1624-1625),
- Le Guerchin : La Mort de Didon (1631), œuvre initialement destinée à la collection de Marie de Médicis.
- Bartolomeo Passarotti : Le Botaniste
- Michelangelo Cerquozzi : La Révolte de Masaniello (1648)
- Le Baciccio : Le Triomphe du Nom de Jésus (1672-1679) modello pour le plafond de l'église du Gesù
- Francesco Trevisani, Le Banquet de Marc Antoine et Cléopâtre (1702), probablement exécuté à l'intention du cardinal Fabrizio Spada-Veralli[2].

## Numismatique
Le palais Spada est représenté sur la pièce de 200 lires italiennes de 1990 commémorant le centenaire de la quatrième session du Conseil d'État.